# Karl Josef Silberbauer

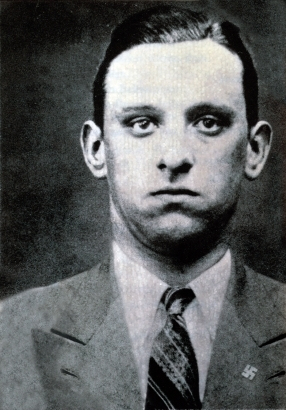
Karl Josef Silberbauer (1940er-Jahre)

Karl Josef Silberbauer (* 21. Juni 1911 in Wien; † 2. September 1972 ebenda) war ein österreichischer SS-Oberscharführer im deutschen Sicherheitsdienst (SD) und jener Polizist, der Anne Frank und deren Familie am 4. August 1944 in Amsterdam verhaftet hatte. Nach dem Zweiten Weltkrieg arbeitete er für den Bundesnachrichtendienst.

## Biografie

### Armee- und Polizeidienst
Karl Josef Silberbauer diente in der österreichischen Armee, bevor er 1935 in den Polizeidienst eintrat. Vier Jahre später trat er kurz nach dem Anschluss Österreichs an das Deutsche Reich der Gestapo bei. 1943, im Jahr seines Beitritts zur SS (SS-Nummer 460.059), wurde er nach Den Haag in die Niederlande versetzt. Dort arbeitete er für die deutsche Sicherheitspolizei in Amsterdam.

### Verhaftung Anne Franks
Am 4. August 1944 erhielt Silberbauer den Befehl, dem Hinweis nachzugehen, dass im Hinterhaus der niederländischen Filiale der deutschen Firma Opekta, Prinsengracht 263, einige Juden versteckt seien. Er nahm einige Beamte mit sich und befragte dort zuerst Victor Kugler. Auch Miep Gies wurde befragt, dann aber zurückgelassen, als Kugler, Johannes Kleiman, Anne Frank, ihre Eltern Otto Frank und Edith Frank-Holländer und ihre Schwester Margot Frank, Hermann van Pels mit seiner Frau und seinem Sohn und Fritz Pfeffer festgenommen und in das SD-Gefängnis in der Euterpestraat gebracht wurden. Von dort wurden die Verhafteten ins Durchgangslager Westerbork und später nach Auschwitz und Bergen-Belsen deportiert. Nur Annes Vater Otto Frank, Victor Kugler und Johannes Kleiman überlebten.

### Nachkriegszeit
Im April 1945 kehrte Silberbauer nach Wien zurück. Wegen seiner Mitgliedschaft in der SS und anderen nationalsozialistischen Organisationen wurde er 1946 vom Dienst suspendiert. 1952 wurde er wegen seines nationalsozialistischen Engagements vor Gericht angeklagt, aber freigesprochen. Ab 1954 konnte er wieder bei der Wiener Polizei arbeiten.
Simon Wiesenthal begann 1958, nach dem Mann zu suchen, der Anne Frank verhaftet hatte, um Holocaustleugnern die Existenz Anne Franks zu beweisen. An das Wort „Silber“ aus Silberbauers Namen hatten sich 1948 zwei befragte SD-Beamte in einer ersten Untersuchung erinnern können. Wiesenthal bat Otto Frank um seine Hilfe, der sich jedoch weigerte, da er der Meinung war, dass nicht ihr Verhafter, der auf Befehl handelte und sich Otto Franks Angaben zufolge während der Verhaftung „korrekt“ verhalten hatte, sondern ihre Verräter gesucht werden sollten. Wiesenthal suchte trotzdem weiter und erhielt bei einem Aufenthalt in Amsterdam von einem Bekannten ein nach Abteilungen gegliedertes Telefonbuch der Gestapo. Beim Rückflug nach Wien fand er darin mehrere Silberbauer, von denen einer in einer Abteilung in Amsterdam eingesetzt war: Karl Josef Silberbauer. Wiesenthal konnte ihn daraufhin 1963 in seiner Geburtsstadt Wien in der Karmarschgasse 50 aufspüren. Silberbauer bestätigte die Verhaftung Anne Franks. Ein gegen ihn eröffnetes Verfahren wurde aber 1964 eingestellt, da er auf Befehl gehandelt hatte. Silberbauer verstarb 1972 und wurde auf dem Friedhof Mauer in Wien am 7. September 1972 beigesetzt.

### Arbeit für den Bundesnachrichtendienst
Silberbauer arbeitete nach 1945 für den deutschen Bundesnachrichtendienst sowie für dessen Vorläufer, die Organisation Gehlen. Entsprechende Belege fand der Hamburger Publizist Peter-Ferdinand Koch in US-amerikanischen Archiven.